# إدارة معلومات الطاقة الأمريكية
إدارة معلومات الطاقة الأمريكية (بالإنجليزية: Energy Information Administration) هي وكالة رئيسية تابعة للنظام الإحصائي الاتحادي للولايات المتحدة وهي المسؤولة عن جمع وتحليل ونشر المعلومات عن الطاقة لتعزيز السياسات السليمة، وكفاءة الأسواق، والفهم العام للطاقة وتفاعلها مع الاقتصاد والبيئة. تشمل برامج تقييم الأثر البيئي بيانات عن الفحم والبترول والغاز الطبيعي والكهرباء، والطاقة القابلة للتجديد والطاقة النووية. تقييم الأثر البيئي هو جزء من وزارة الطاقة الأمريكية.

## خلفية تاريخية
أنشئ قانون تنظيم وزارة الطاقة لعام 1977 إدارة معلومات الطاقة بوصفها سلطة حكومية رئيسية على الإحصاءات وتحليلات الطاقة، بناءً على الأنظمة والهيئات التي أنشئت لأول مرة في عام 1974 عقب اضطراب سوق النفط في عام 1973.
تقوم إدارة معلومات الطاقة ببرنامج شامل لجمع البيانات يغطي كامل مصادر الطاقة واستخداماتها وتدفقات الطاقة، وتقوم بإنشاء توقعات قصيرة وطويلة المدى للطاقة المحلية والدولية، وتقوم بتنفيذ تحليلات طاقة مفيدة.
تنشر إدارة معلومات الطاقة البيانات والتحليلات والتقارير والخدمات الخاصة بها للعملاء وأصحاب المصلحة في المقام الأول عبر موقعها الإلكتروني ومركز الاتصال بالعملاء.
تقع الإدارة في واشنطن العاصمة، وتضم حوالي 325 موظفًا حكوميًا وميزانية بقيمة 126.8 مليون دولار في السنة المالية 2021.

## قائمة المسؤولين السابقين
| الصورة | الرئيس                        | بداية تولي المنصب | حتى      |
| ------ | ----------------------------- | ----------------- | -------- |
|        | لينكولن موسس [الإنجليزية]     | 1978              | 1980     |
|        | إريك إيفريد [الإنجليزية]      | 1981              | 1984     |
|        | هيلموت ميركلين [الإنجليزية]   | 1985              | 1990     |
|        | كالفين كينت [الإنجليزية]      | 1990              | 1993     |
|        | جاي هيكس [الإنجليزية]         | 1993              | 2000     |
|        | جاي كاروسو [الإنجليزية]       | 2002              | 2008     |
|        | ريتشارد جي نيويل [الإنجليزية] | 2009              | 2011     |
|        | آدم سيمينسكي [الإنجليزية]     | 2012              | 2017     |
|        | ليندا كابوانو [الإنجليزية]    | 2018              | 2021     |
|        | جوزيف ديكاروليس [الإنجليزية]  | 11 أبريل 2022     | حتى الآن |

## الاستقلالية
تنص القانون على أن منتجات إدارة معلومات الطاقة يجب أن تعد بشكل مستقل عن الاعتبارات السياسية. ولا تقوم الإدارة بصياغة أو دعم أي استنتاجات سياسية. يسمح قانون تنظيم وزارة الطاقة لعمليات ومنتجات إدارة معلومات الطاقة بأن تكون مستقلة عن المراجعة من قبل المسؤولين التنفيذيين؛ وتحديدًا، يذكر القسم 205 (د):
"لا يتطلب من المدير العام الحصول على موافقة أي مسؤول أو موظف آخر في الوزارة فيما يتعلق بجمع أو تحليل أي معلومات؛ ولا يتطلب من المدير العام الحصول على موافقة أي مسؤول أو موظف آخر في الولايات المتحدة، قبل النشر، فيما يتعلق بمضمون أي تقارير إحصائية أو تقارير تقنية توقعية قد أعدتها وفقًا للقانون".

## المنتجات
يستخدم معلومات إدارة معلومات الطاقة عبر الإنترنت كل شهر أكثر من 2 مليون شخص، وتشمل بعض منتجات:

### معلومات الطاقة ذات الاهتمام العام
- شرح الطاقة: معلومات عن الطاقة مكتوبة للجمهور العام غير التقني. دليل غير تابع لأي حزب على جميع موضوعات الطاقة من وقود الديزل الحيوي إلى اليورانيوم.[4]
- طاقة الأطفال: تعليم الطلاب والمواطنين وحتى صانعي القرار والصحفيين عن الطاقة.[5]
- معجم الطاقة: مصطلحات الطاقة الشائعة باللغة العادية.[6]

### تحليلات في أوقات محددة
- الطاقة اليوم: محتوى إعلامي ينشر كل يوم عمل يتضمن رسمًا بيانيًا أو خريطة وقصة قصيرة ومفيدة باللغة العادية تسلط الضوء على القضايا والموضوعات واتجاهات البيانات الطاقة الحالية.[7]
- البترول هذا الأسبوع: ملخص أسبوعي وشرح للأحداث في أسواق البترول الأمريكية والعالمية، بما في ذلك البيانات الأسبوعية.[8] يعد هذا التقرير، مع تقرير الوضع الأسبوعي للبترول،[9] أداة مفيدة للمستثمرين. تنشر هذه التقارير كل يوم أربعاء (ما لم يكن الاثنين عطلة) في الساعة 10:30 صباحًا بتوقيت الشرق الأمريكي (للنسخة الأولية)، والتقرير الكامل في الساعة 1 مساءً بتوقيت الشرق الأمريكي. يوفر تقرير الوضع الأسبوعي للبترول تقديرات لكمية النفط الخام والمنتجات البترولية في التخزين، حتى يتسنى للمستخدم الحصول على فكرة عمّا إذا كانت الأسهم تتزايد أو تتناقص، وعن إنتاج النفط في الولايات المتحدة، حتى يتسنى للطرف المهتم بالحصول على فكرة عمّا إذا كان الإنتاج يتناقص أو يتزايد. ومن المألوف أن يقفز سعر النفط الخام لأعلى أو لأسفل ببضع نقاط في المؤشرات النسبية، على الفور بعد إصدار هذا التقرير.
- التحديث الأسبوعي للغاز الطبيعي: ملخص أسبوعي ونقاش للأحداث والاتجاهات في أسواق الغاز الطبيعي الأمريكية.[10]

### البيانات والاستطلاعات
- تحديث وقود البنزين والديزل: بيانات الأسعار الأسبوعية المتوسطة الوطنية والإقليمية في الولايات المتحدة.
- مراجعة الطاقة الشهرية: توفر الإحصاءات حول استهلاك الطاقة الأمريكية الشهري والسنوي يعود بعضها إلى عام 1949. وتعطى الأرقام بوحدات الكوادر (كوادريليون، وحدة حرارية بريطانية).[11]
- مراجعة الطاقة السنوية: هو التقرير الرئيسي لإحصاءات الطاقة السنوية التاريخية لإدارة معلومات الطاقة. وللعديد من السلاسل الزمنية، تبدأ البيانات من عام 1949. وقد استبدل هذا التقرير بمراجعة الطاقة الشهرية ولم يصدر لعام 2012.[12]
- ملفات بلدان الطاقة: بيانات حسب البلد، المنطقة، والمجموعة التجارية (منظمة التعاون الاقتصادي والتنمية، أوبك) لـ 219 دولة مع ملاحظات إضافية عن تحليل البلد لـ 87 من هذه الدول.[13]
- موجزات تحليل البلدان: تحليلات الإدارة المفصلة لإنتاج الطاقة واستهلاكها والواردات والصادرات لـ 36 بلدًا ومنطقة.
- مسح استهلاك الطاقة المنزلية: مسح وتحليل شامل من إدارة معلومات الطاقة لاستهلاك الطاقة المنزلية وخصائص الأسر وتشبع الأجهزة المنزلية.[14]
- مسح استهلاك الطاقة للمباني التجارية: مسح عينة وطني يجمع معلومات عن مخزون المباني التجارية في الولايات المتحدة، بما في ذلك خصائصها ذات الصلة بالطاقة وبيانات استخدام الطاقة (الاستهلاك والنفقات).[15]

### التوقعات والآفاق
- توقعات الطاقة القصيرة الأجل: توقعات الطاقة للفترة المقبلة من 13 إلى 24 شهرًا، وتحدّث شهريًا.[16]
- آفاق الطاقة السنوية: توقعات وتحليل لإمدادات الطاقة والطلب عليها والأسعار في الولايات المتحدة حتى عام 2040 بناءً على نظام النمذجة الطاقة الوطنية لإدارة معلومات الطاقة. تعتمد التوقعات حاليًا على التشريعات الحالية، دون افتراض أي عمل تشريعي مستقبلي أو تقدم تكنولوجي.[17] في عام 2015، انتقد معهد الطاقة المتقدمة تقرير آفاق الطاقة للعام 2015 الصادر عن إدارة معلومات الطاقة بسبب "تقديراته المستمرة لمعدل نمو الطاقة المتجددة، مما يؤدي إلى 'تصورات خاطئة' حول أداء هذه الموارد في السوق". ويشير معهد الطاقة المتقدمة إلى أن متوسط اتفاقية شراء الطاقة لطاقة الرياح كان بالفعل 24 دولارًا لكل ميجاواط ساعة في عام 2013. وبالمثل، تُرى اتفاقية شراء الطاقة الشمسية بالحجم الكبير للمرافق العامة على مستويات حالية من 50-75 دولارًا لكل ميجاواط ساعة.[18] تتعارض هذه الأرقام بشدة مع تقديرات إدارة معلومات الطاقة للتكلفة المعيارية للكهرباء [الإنجليزية] للطاقة الشمسية بالحجم الكبير والتي تصل إلى 125 دولارًا لكل ميجاواط ساعة (أو 114 دولارًا لكل ميجاواط ساعة بما في ذلك الدعم الحكومي) في عام 2020.[19] وقد تكرر هذا الانتقاد كل عام منذ ذلك الحين.[20]
- آفاق الطاقة الدولية: تقييم معهد الطاقة المتقدمة لآفاق أسواق الطاقة الدولية حتى عام 2040.[21]

## التشريع
أنشأ قانون إدارة الطاقة الفيدرالية لعام 1974 إدارة الطاقة الفيدرالية، وهي أول وكالة أمريكية تركز بشكل أساسي على الطاقة وأوجدت لها جمع وتجميع وتقييم وتحليل معلومات الطاقة. كما منح القانون إدارة الطاقة الفيدرالية سلطة تنفيذ جمع البيانات لجمع البيانات من شركات إنتاج الطاقة والاستهلاك الكبير. وتضمن القسم 52 من قانون إدارة الطاقة الفيدرالية إنشاء النظام الوطني لمعلومات الطاقة لـ "... يحتوي على معلومات الطاقة اللازمة لتنفيذ الأنشطة الإحصائية والتنبؤية للإدارة...".
قانون تنظيم وزارة الطاقة لعام 1977، القانون العام 95-91، أنشأ وزارة الطاقة. والقسم 205 من هذا القانون أنشأ إدارة معلومات الطاقة كسلطة حكومية أساسية لإحصاءات وتحليل الطاقة لتنفيذ "... برنامج بيانات ومعلومات شامل وموحد للطاقة الذي سيجمع ويقيم ويجمع ويحلل وينشر البيانات والمعلومات ذات الصلة باحتياطيات الطاقة وإنتاج الطاقة والطلب والتكنولوجيا، والمعلومات الاقتصادية والإحصائية ذات الصلة، أو المتعلقة بكفاية موارد الطاقة لتلبية الاحتياجات في المستقبل القريب والبعيد للاحتياجات الاقتصادية والاجتماعية للأمة".
نفس القانون أنشأ أيضًا أن عمليات ومنتجات إدارة معلومات الطاقة مستقلة عن المراجعة من قبل المسؤولين التنفيذيين.
تعتمد غالبية استطلاعات بيانات الطاقة لإدارة معلومات الطاقة على الأوامر العامة المذكورة أعلاه. ومع ذلك، هناك بعض الاستطلاعات المحددة بشكل خاص بموجب القانون، بما في ذلك:
- EIA-28: نظام التقارير المالية - القسم 205(h) من قانون تنظيم وزارة الطاقة.
- EIA-1605 وEZ1605: التقارير الطوعية حول انبعاثات الغازات الدفيئة - القسم 1605(b) من قانون سياسة الطاقة لعام 1992.
- EIA-886: المسح السنوي لموردي ومستخدمي المركبات البديلة - القسم 503 (b) من قانون سياسة الطاقة لعام 1992.
- EIA-858: مسح اليورانيوم للتسويق السنوي - القسم 1015 من قانون سياسة الطاقة لعام 1992.
- EIA-846A-C: مسح استهلاك الطاقة في التصنيع - القسم 205 (i) من قانون تنظيم وزارة الطاقة (يطلب القانون إجراء مسح كل عامين ؛ ومع ذلك، يجري هذا المسح كل أربع سنوات بسبب نقص الموارد).
- EIA-457A-G: مسح استهلاك الطاقة المنزلية - القسم 205 (k) من قانون تنظيم وزارة الطاقة (يطلب القانون إجراء مسح كل ثلاث سنوات؛ ومع ذلك، يجرى هذا المسح كل أربع سنوات بسبب نقص الموارد).
- EIA-871A-F: مسح استهلاك الطاقة في المباني التجارية - القسم 205 (k) من قانون تنظيم وزارة الطاقة (يطلب القانون إجراء مسح كل ثلاث سنوات ؛ ومع ذلك، يجري هذا المسح كل أربع سنوات بسبب نقص الموارد).
- مسوح تسويق البترول - القسم 507 من الجزء (A) من العنوان الخامس من قانون سياسة الطاقة والحفاظ عليها [الإنجليزية] لعام 1975 يوجه بشكل عام إدارة معلومات الطاقة لجمع معلومات حول التسعير والإمداد والتوزيع للمنتجات النفطية حسب فئة المنتج على المستويات الجملة والتجزئة، على أساس حسب الولاية، والتي جمعت حتى 1 سبتمبر 1981، من قبل إدارة معلومات الطاقة.

## روابط خارجية
- إدارة معلومات الطاقة
- إدارة معلومات الطاقة في السجل الفدرالي